# Charlie Chan și Blestemul Reginei-Dragon
Charlie Chan și Blestemul Reginei-Dragon (în engleză Charlie Chan and the Curse of the Dragon Queen) este un film parodie[*] regizat de Clive Donner[*] după un scenariu de Stan Burns și David Axelrod. A avut premiera la 13 februarie 1981, fiind distribuit de United Artists. Coloana sonoră este compusă de Patrick Williams[*]. În rolurile principale au jucat actorii Peter Ustinov, Angie Dickinson și Lee Grant. A fost lansat pe DVD la 7 septembrie 2004, de către Trinity Home Entertainment.

## Prezentare
Departamentul de Poliție din San Francisco cere ajutorul detectivul pensionat Charlie Chan pentru a rezolva o nouă serie de crime. De această dată colegul său obișnuit, „Number One Son” Lee Chan, a fost înlocuit de propriul fiu al lui Lee, Lee Chan, Jr.
Suspectul principal al uciderilor este o doamnă ascunsă cunoscută sub numele de Regina Dragonului, dar în curând suspiciunile lui Chan duc în altă parte. Printre cei expuși riscului se numără bunica maternă a lui Lee, doamna Lupowitz. Chiar dacă Lee Jr. este (ca de obicei) foarte rar priceput în găsirea și interpretarea indiciilor, el are dragostea și sprijinul deplin al frumoasei sale logodnice Cordelia.

## Distribuție
- Peter Ustinov - Charlie Chan
- Lee Grant - Mrs. Lupowitz
- Angie Dickinson - Regina Dragon
- Richard Hatch - Lee Chan, Jr.
- Brian Keith - șeful poliției Baxter
- Roddy McDowall - Gillespie
- Rachel Roberts - Mrs. Dangers
- Michelle Pfeiffer - Cordelia Farenington
- Paul Ryan - Masten
- Johnny Sekka - Stefan

## Vezi și
- Earl Derr Biggers

Format:Charlie Chan